# دلاویزترین
 دلاویزترین نام یک آلبوم موسیقی به آهنگسازی محمد سریر و خوانندگی محمد نوری، که در سبک پاپ تهیه شده و دارای ۹ آهنگ است. شاعر قطعه «ایران ایران» تورج نگهبان و شاعر قطعه «دلاویزترین» فریدون مشیری است.

## فهرست آهنگ‌ها
| ردیف | آهنگ        |
| ۱    | ایران ایران |
| ۲    | دلاویزترین  |
| ۳    | نام تو      |
| ۴    | پشت دریاها  |
| ۵    | بیگانگی‌ها   |
| ۶    | کوچ         |
| ۷    | غم بیهودگی  |
| ۸    | گریز        |
| ۹    | تولدت مبارک |